# Аманда Монтелл
Аманда Монтелл (англ. Amanda Montell; нар. 16 лютого 1992 року) — американська письменниця та лінгвістка.

## Життя та кар'єра
Монтелл народилася та виросла в Балтиморі, штат Мериленд, у єврейській родині; у дитинстві навчалася у єврейській школі. Монтелл вивчала лінгвістику в Нью-Йоркському університеті , а її статті публікували в Time, Nylon, Cosmopolitan, Glamour, Domino, та Marie Claire. Раніше вона працювала редакторкою відділу краси та спецматеріалів у Byrdie та Who What Wear. Також створила вебсеріал The Dirty Word для нині неіснуючої платформи Джої Соловея, Wifey.
Дебютна книжка Монтелл «Wordslut: як фемінізм повертає собі мову» вийшла 2019 року та отримала позитивні відгуки критиків. Видання Popsugar, Marie Claire та Cosmopolitan назвали її однією з найкращих книжок травня 2019 року.
Її друга книжка, «Культ: Мова фанатизму», вийшла 2021 року й також отримала позитивні відгуки критиків. На написання книжки її частково надихнув батько, який провів підліткові роки в культі «Синанон». Монтелл також є співведучою щотижневого подкасту «Звучить як культ», який досліджує культові аспекти різних груп з усього культурного Zeitgeist.
Третя книжка Монтелл «Епоха магічного переосмислення. Нотатки про сучасну ірраціональність» вийшла у квітні 2024 року. Книжка пояснює, як когнітивні упередження спотворюють наші дії.

## Переклади українською
2025 року у видавництві «Віват» вийшов український переклад книжки «Епоха магічного переосмислення. Нотатки про сучасну ірраціональність».  